# Donald Griffin
Donald Redfield Griffin (ur. 3 sierpnia 1915, zm. 7 listopada 2003) – amerykański profesor zoologii zajmujący się badaniem zachowania zwierząt, akustyczną orientacją oraz sensoryczną biofizyką. W 1938 roku ukończył Harvard University i rozpoczął studia nad metodą nawigacji nietoperzy, którą następnie nazwał echolokacją w 1944 roku. W jednej ze swoich publikacji ("Question of Animal Awareness") postawił tezę, według której zwierzęta posiadają taką samą świadomość umysłu jak ludzie.
Był członkiem National Academy of Sciences

## Publikacje
- Listening in the Dark (1958)
- Echoes of Bats and Men (1959) Anchor Books (Doubleday). Library of Congress Catalog Card Number 59-12051
- Animal Thinking (1985) Harvard University Press. ISBN 0-674-03713-8
- Question of Animal Awareness (1976) ISBN 0-86576-002-0
- Animal Minds (1992)
- Animal Minds: Beyond Cognition to Consciousness (2001) ISBN 0-226-30865-0